# TV Patrol
TV Patrol är ett filippinskt nyhetsprogram som sedan 1987 sänds på kanalen ABS-CBN.

## Nyhetsankare

### Vardagar
- Noli De Castro (1987–2001; sedan 2010)
- Bernadette Sembrano (sedan 2015)
- Ted Failon (sedan 2004)

### Helger
- Alvin Elchico (sedan 2011)
- Zen Hernandez (sedan 2016)